# Saint-Martin-du-Fouilloux (Maine-et-Loire)
Saint-Martin-du-Fouilloux is een gemeente in het Franse departement Maine-et-Loire (regio Pays de la Loire). De plaats maakt deel uit van het arrondissement Angers. Saint-Martin-du-Fouilloux telde op 1 januari 2022 1.693 inwoners.

## Geografie
De oppervlakte van Saint-Martin-du-Fouilloux bedroeg op 1 januari 2022 14,82 vierkante kilometer; de bevolkingsdichtheid was toen 114,2 inwoners per km².

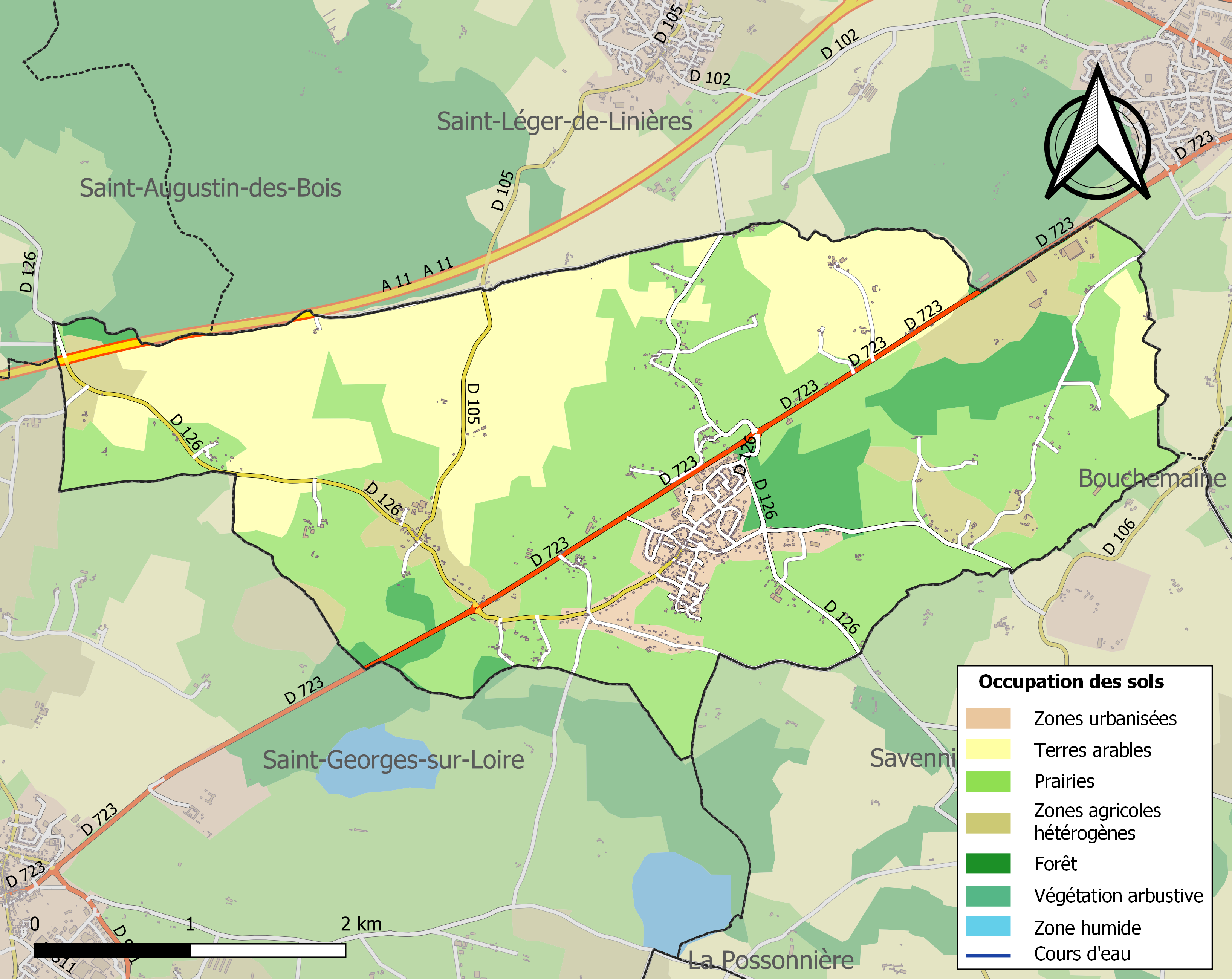
Kaart van de gemeente met de belangrijkste infrastructuur, bodemgebruik en omliggende gemeenten

## Demografie
Onderstaande figuur toont het verloop van het inwonertal (bron: INSEE-tellingen).